# Sió-Kanal

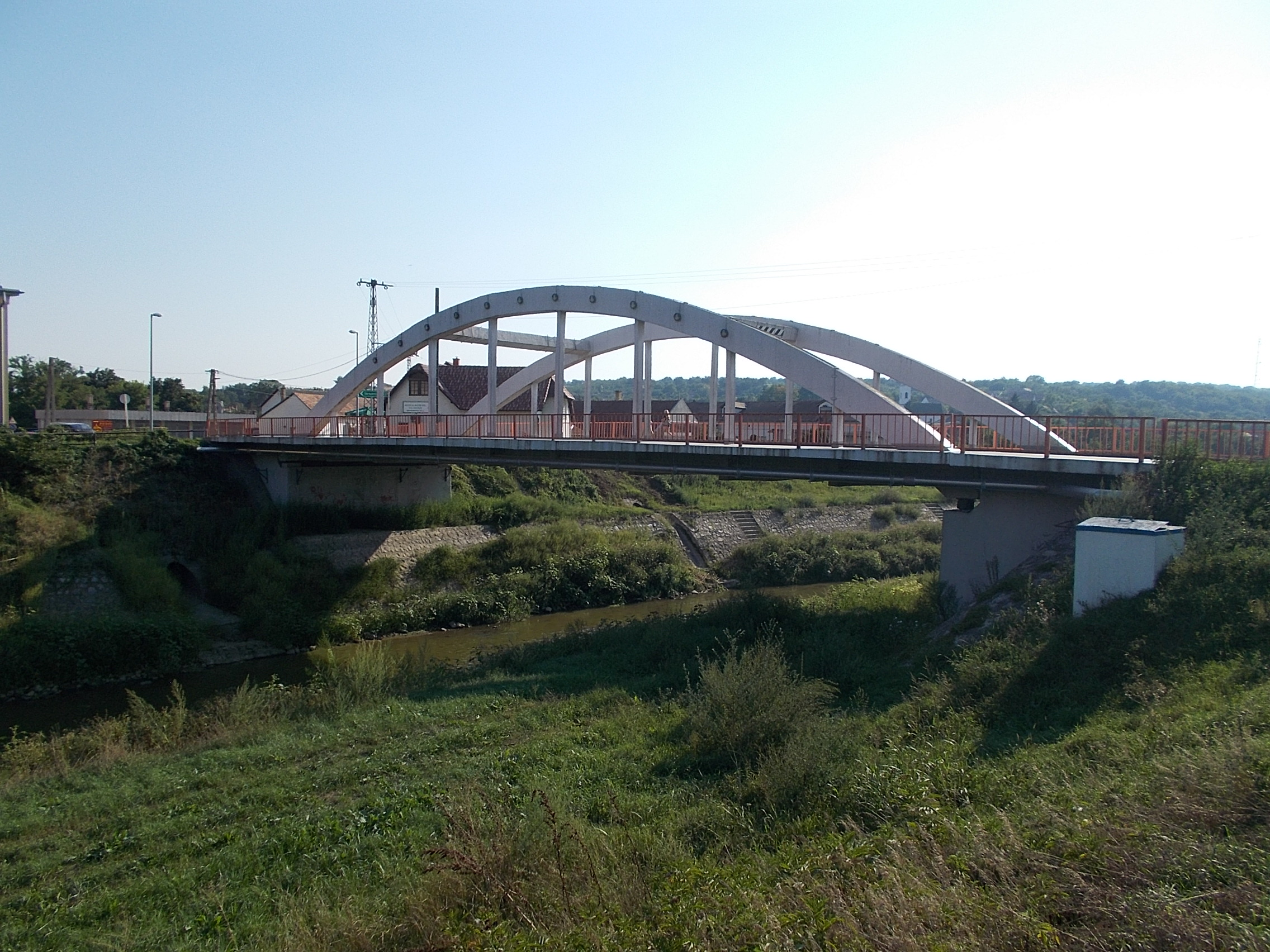
Straßenbrücke über den Kanal

Der Sió-Kanal (ungarisch Sió-csatorna oder kurz Sió) ist ein kanalisierter Fluss im ungarischen Komitat Somogy, der den Balaton (deutsch Plattensee) und die Donau verbindet und bereits während der römischen Besiedlung vor über 2000 Jahren gebaut wurde.
Angelegt wurde dieser zur Entwässerung der rechtsseitigen Donausümpfe und floss ursprünglich in den See. Heute ist er der einzige Ablauf von überschüssigem Wasser aus dem Balaton.
Mit dem Bau der Eisenbahnlinien war eine Wasserstandskontrolle des Balatons nötig geworden. Der vorher stark schwankende Wasserpegel hätte die Bahndämme, welche sich oftmals in unmittelbarer Ufernähe befinden, und damit den Eisenbahnverkehr gefährdet. Die Fließrichtung des Sió wurde daher umgekehrt, so dass eine Entwässerung des Balatons zur Donau hin möglich ist. Mit der Sió-Schleuse kann der Abfluss aus dem See reguliert werden. Steigt der Wasserstand über die obere Marke von 110 cm, wird die Schleuse geöffnet.
Seinen Anfang nimmt er innerhalb der Stadt Siófok, ist 120,8 km lang, hat eine maximale Breite von 17 Metern und eine Tiefe zwischen 4 und 8 Metern. Am Donaukilometerpunkt 1497 mündet er in diese.